# دقناش رمادي جنوبي
دقناش رمادي جنوبي او صرد رمادي شرقي كبير (الاسم العلمي: Lanius  meridionalis) (بالإنجليزية: Southern  Grey  Shrike)‏ هو طائر ينتمي إلى دقنوش (فصيلة: Laniidae).